# TIC-80
TIC-80 est une fantasy console sous licence libre (il existe également une version payante avec plus d'options), inspirée de Pico-8,. Elle fonctionne avec les plateformes Android, HTML5 (en WebAssembly), Linux, macOS et Windows, ainsi que RetroArch et en bare metal (avec un système minimaliste) sur Raspberry Pi grâce aux bibliothèques circle et circle-stdlib et nintendo 3DS, grâce à la bibliothèque LibRetro, pour lesquels il est possible de produire des binaires et peut être programmée dans les langages de script, Lua, JavaScript, MoonScript (en), Ruby, WASM, Wren,, Squirrel et D, ainsi que Janet et Fennel, Scheme était également en cours de tests en 2023. Début 2024, il inclut également le support de Python basé sur PocketPy.

## Caractéristiques
Au niveau graphique, il supporte une définition de 240×136 pixels avec une palette de 16 couleurs. Chaque couleur a 8 bits par composante rouge, vert et bleue. Un éditeur de graphiques est intégré au système. Une mémoire de tuiles pour les décors permet de cartographier 240x136 tuiles 8×8 et la mémoire des sprites et autre objets de conserver 256 sprites de 8×8 pour l'avant plan et 256 tuiles d'arrière plan de 8×8 pixels en 16 couleurs, ces valeurs passant à 512 en 4 couleurs ou 1024 en monochrome. Les sprites peuvent être combinés pour en former des plus gros. Il est de plus possible de changer les couleurs à chaque ligne horizontale au sein de la fonction  BDR() (SCR() dans les versions antérieures à la 0.90), tel que cela se faisait sur les micro-ordinateurs 16 bits.
Au niveau sonore, la fantasy console supporte 4 voies stéréos, comporte un générateur de son, et un éditeur de musique de type tracker permettant de rajouter des effets aux sons générés.
La machine supporte 512 Kio de code source, les différents éléments peuvent être accédés via des fonctions spécifiques à leur domaines, ou via les fonctions peek() et poke() dans la cartographie mémoire du système, comme cela se fait sur des systèmes informatiques réels.

## Historique
La machine virtuelle est annoncée comme passant sous licence MIT, lors d'un message sur Twitter, le 26 septembre 2017.
Le jeu 8-bit Panda, est créé comme démonstration sur cette machine virtuelle d'un jeu de plateforme complet.
La version 0.80 sortie le 25 septembre 2020 apporte différents changements, dont la possibilité d'augmenter le nombre de sprites en réduisant le nombre de couleurs (2 bits ou 1 bits par pixel), le son en stéréo, un piano roll en plus du tracker pour la composition musicale. La palette par défaut est désormais Sweetie 16, un portage vers libretro, permet à présent de le faire fonctionner sous RetroArch et Nintendo 3DS sans OS,.

## Scène démo
Quelques démos dans l'esprit de la « Scène démo » sont également présent sur cette plateforme,. Il entre dans des compétitions de programmation en direct de demo en 256 octets avec la LoveByte Party de 2020 et continue en 2021 dans la même Party. Des œuvres de la Lovbyte Party sont présentées à la session d'hiver de la Demoparty Assembly de 2021.